# Federaal Kenniscentrum voor de Gezondheidszorg
Het Federaal Kenniscentrum voor de Gezondheidszorg (KCE) is een Belgische publieke instelling (parastatale type B), opgericht op federaal niveau, die als taak heeft het opstellen van studierapporten om beleidsmakers bij te staan in hun beslissingen.
Genoemde beslissingen moeten leiden tot een zo efficiënt mogelijke toewijzing van de beschikbare middelen om zo de beste medische zorgen en een zo groot mogelijke toegankelijkheid tot de gezondheidszorg te waarborgen. Het Kenniscentrum is een tweetalige instelling (Frans: Centre Fédéral d’Expertise des Soins de Santé), opgericht door de programmawet van 24 december 2002 (hoofdstuk 2, artikels 259 tot 300).
De instelling wordt geleid door een raad van bestuur, met vertegenwoordigers van de overheid, de belangrijkste actoren uit de gezondheidszorg, de ziekteverzekering en de patiënten. KCE beschikt over een team van een vijftigtal deskundigen met een klinische achtergrond, gezondheidseconomen, humane wetenschappers, data-analisten, statistici en deskundigen in wetenschappelijke informatie, aangevuld met een ondersteuningsteam. Het Centrum publiceert sedert 2008 jaarverslagen, waarin het zichzelf uitgebreid voorstelt, en een overzicht geeft van de onderzoeken uit dat jaar.  

## Missie
Het mandaat dat aan de directie van het Federaal Kenniscentrum voor de Gezondheidszorg werd toevertrouwd, vergt de samenstelling en instandhouding van een multidisciplinair team van experts van hoog niveau - ondersteund door een extern kennisnetwerk - zodat in alle onafhankelijkheid en gebaseerd op gevalideerde gegevens en de meest recente wetenschappelijke kennis, het Kenniscentrum zijn opdrachten kan vervullen.
De rapporten van het Kenniscentrum moeten de beleidsverantwoordelijken helpen beslissingen te nemen die leiden tot een zo efficiënt mogelijke toewijzing van de beschikbare middelen ten einde kwalitatief de beste medische zorgen en een zo groot mogelijke toegankelijkheid te waarborgen.
De missie en de opdrachten van het Kenniscentrum worden gedefinieerd in de programmawet van 2002 (artikels 262 tot 266).

## Onderzoeken
Het Kenniscentrum maakte sedert 2005 jaarlijks een twintigtal rapporten op over verschillende aspecten van de gezondheidszorg. Onderzoeken vertrekken vanuit een 'studievoorstel', meestal voorgedragen door de overheid, universiteiten, en beroepsorganisaties, maar in principe kan elke burger een studievoorstel indienen.
Uit een groot onderzoek van het KCE bij 4.500 mensen, gepubliceerd in december 2014, bleek dat volgens een meerderheid van respondenten een nieuwe medische behandeling vooral de levenskwaliteit van de patiënt moet verbeteren, eerder dan de levensduur te verlengen. Met deze en andere onderzoeken wordt gepoogd de mening van de maatschappij en haar burgers mee te laten wegen bij beslissingen of nieuwe behandelingen al dan niet worden terugbetaald.
In 2016 publiceerde het KCE een breed onderzoek Toekomstscenario's voor betaalbare geneesmiddelen, "om het maatschappelijk debat rond de hoge prijs van geneesmiddelen te stimuleren en te voeden". 
Het onderzoek kwam opnieuw in de belangstelling in juni 2018, toen bekend raakte dat minister van volksgezondheid Maggie De Block in besloten overleg met farmaceutische bedrijven had onderhandeld over de prijs van (dure) geneesmiddelen.